# Gran Premio Capodarco 2005
Il Gran Premio Capodarco 2005, trentaquattresima edizione della corsa e valida come evento dell'UCI Europe Tour 2005 categoria 1.2, si svolse il 16 agosto 2005 su un percorso di 180 km. Fu vinto dallo spagnolo Fernando Herrero che terminò la gara in 4h18'00", alla media di 41,86 km/h.

## Ordine d'arrivo (Top 10)
| Pos. | Corridore           | Squadra        | Tempo    |
| ---- | ------------------- | -------------- | -------- |
| 1    | Fernando Herrero    | Viña Magna     | 4h18'00" |
| 2    | Anton Rešetnikov    | Russia         | s.t.     |
| 3    | Luigi Sestili       | Palazzago      | s.t.     |
| 4    | Simone Stortoni     | Lucchini       | s.t.     |
| 5    | Maurizio Gilardini  | Zalf-Désirée   | a 2"     |
| 6    | Riccardo Riccò      | Grassi-Pantani | a 3"     |
| 7    | Juan José Abril     | Viña Magna     | s.t.     |
| 8    | Davide Torosantucci | Monturano      | s.t.     |
| 9    | Luca Pierfelici     | Pedale Fermano | s.t.     |
| 10   | Jaŭhen Sobal        | Centroconv.    | s.t.     |